# Orchido-Carpinetum
Het Orchido-Carpinetum is een associatie uit het haagbeuk-verbond (Carpinion betuli).

## Naamgeving en codering
| Stellario-Carpinetum orchietosum Stort. et al. 1999 |

- Syntaxoncode voor Nederland (rVvN): r46Ab01
- BWK-karteringscode: qk

De wetenschappelijke naam Orchido-Carpinetum is afgeleid van de botanische namen van twee belangrijke soorten binnen de associatie. Dit zijn respectievelijk purperorchis (Orchis purpurea) en haagbeuk (Carpinus betulus).

## Ecologie
Het Orchido-Carpinetum is gebonden aan relatief droge bodems met op geringe diepte (grenswaarde < 60 cm) kalkrijk gesteente. Het kan gaan om mergel of Muschelkalk.
De bosflora van de kruidlaag van deze associatie herbergt tal van zeldzame kruidachtigen, waaronder veel orchideeën. Veel soorten insecten maken hier dankbaar gebruik van. Ook voor andere fauna vormt het Orchido-Carpinetum een belangrijk habitat, zoals in Nederland bijvoorbeeld voor de eikelmuis.

## Vegetatiezonering
In de vegetatiezonering vormt het Orchido-Carpinetum veelal contactgemeenschappen met andere gemeenschappen van kalkrijke gebieden. In bosgebieden waar middelhout gevoerd wordt kan de associatie in contact staan met andere loofbosgemeenschappen uit het haagbeuk-verbond. Op diepere leembodems betreft dit het Primulo-Carpinetum en op ondiep terrasmateriaal het Stellario-Carpinetum. Op plekken waar de associatie deels gekapt wordt kan loofstruweel van de associatie van hazelaar en purperorchis optreden als directe contactgemeenschap. Het laatstgenoemde struweel kan ook als mantel langs het Orchido-Carpinetum optreden.
Als microgemeenschap op rotsen, stenen en boomvoeten, treden vaak gemeenschappen uit de kringmos-klasse op.